# تود كلاين
تود كلاين (بالإنجليزية: Todd Klein)‏ هو مصمم أمريكي، ولد في 28 يناير 1951 في نيوجيرسي في الولايات المتحدة.

## وصلات خارجية
- الموقع الرسمي